# Lao Skyway
Lao Skyway (trước đây có tên Lao Air) là một hãng hàng không tư nhân Lào có trụ sở đặt tại Sây bay quốc tế Wattay ở Viêng Chăn, Lào. Hãng này hoạt động trên những chặng bay và cung cấp dịch vụ hàng không ở Lào mà Hãng Hàng không Quốc gia Lào không phục vụ.

## Các điểm đến
Đến tháng 2 năm 2011, Lao Skyway có các chuyến bay đến các địa điểm sau:
Lào
- Viêng Chăn
- Xam Neua
- Sayaboury

## Đội bay
Đến tháng 2 năm 2012, đội bay của Lao Air gồm:
- Cessna 208
- Mil Mi–17V1
- DHC-6-300 Twin Otter
- Eurocopter AS350B2